# Лисек (Великопольське воєводство)
Лисек (пол. Łysek) — село в Польщі, у гміні Вежбінек Конінського повіту Великопольського воєводства.
Населення — 305 осіб (2011).
У 1975-1998 роках село належало до Конінського воєводства.

## Демографія
Демографічна структура станом на 31 березня 2011 року:
|          | Загалом | Допрацездатний вік | Працездатний вік | Постпрацездатний вік |
| -------- | ------- | ------------------ | ---------------- | -------------------- |
| Чоловіки | 162     | 37                 | 113              | 12                   |
| Жінки    | 143     | 28                 | 87               | 28                   |
| Разом    | 305     | 65                 | 200              | 40                   |